# Isla Cross
Isla Cross (también conocida como Chinal Tekdi) es el nombre de una isla deshabitada situada en el puerto de Mumbai, en la India, entre la costa Dockyard Road, y la isla de Elephanta. La isla es el sitio donde se halla una refinería de petróleo y varias instalaciones de gas de gran tamaño.
Posee las ruinas de una fortaleza que se encuentra a unos 400 metros de la localidad de Ferry Wharf en la costa este de Mumbai. La isla se conoce localmente como Chinal Tekdi.
Es escasamente habitada por pescadores, aunque parece que no tienen una fuente natural de agua dulce. En la base de la fortaleza, algunas existen construcciones de ladrillo y morteros que se encuentran en estado ruinoso. Parece haber sido abandonada por sus ocupantes por razones desconocidas. Aunque no hay visitas guiadas o transporte regular a disposición para llegar a la isla, es posible obtener este tipo de servicio de los pescadores locales.
La fortaleza ocupa casi toda la isla y fue construida tal vez por los portugueses o los colonos británicos. Hay varios cañones esparcidos a través de la fortaleza. La parte superior de la fortaleza es muy similar a un montículo. Desde aquí se puede tener una vista única y espectacular del recinto del puerto de Mumbai en primer plano y de los edificios más importantes en el extremo sur de la ciudad.